# ماجي أدرين-بوكوك
مارغريت ابونلوا أدرين ـ بوكوك «ماجي» عالمة الفضاء البريطانية، ولدت في التاسع من مارس عام 1968. وهي باحث فخري مساعد في كلية لندن الجامعية في قسم الفيزياء وعلم الفلك. شاركت أدرين ـ بوكوك في تقديم سلسلة البرنامج التلفزيوني السماء في الليل منذ فبراير 2014 بجانب كريس لينتوت.

## الحياة الشخصية والتعليم
ولدت ماجي في لندن لأبوين نيجيريين. اسمها ابونلوا (Ebunoluwa) مستوحى من كلمات اللغة اليوروبية حيث أن "Ebun" تعني هدية و "oluwa" تعني الله، وهو مختلف عن تشكيل كلمة "Oluwabunmi" أو "Olubumi" التي تعني هدية الله في اليوروبا. درست المرحلة الإعدادية في مدرسة La Sainte Union Convent School في شمال لندن. كان لديها عسر في القراءة عندما كانت طفلة، وذات مرة قالت لمعلمتها أنها تريد أن تصبح رائدة فضاء، فاقترحت عليها أن تقوم بتجربة مهنة التمريض بدلًا عن ذلك لأنها علمية أيضًا. حصلت على مستويات متقدمة في الرياضيات والفيزياء والكيمياء والأحياء. ودرست المرحلة الجامعية في كلية لندن الإمبراطورية حيث حصلت على درجة بكالريوس في الفيزياء عام 1990، ودرجة الدكتوراة في الهندسة الميكانيكية في عام 1994. وقد قُبلت أُطروحتها في عام 1995 التي كانت بعنوان «دراسة علم القياس بالتداخل الضوئي في طبقات زيوت التشحيم الرقيقة جدًا في التلامس الشديد». ويتضمن هذا البحث تطويرًا لنظام قياس الطبقات فائقة الرقة (باستخدام التحليل الطيفي وعلم قياس التداخل إلى مستوى 205 نانومتر). كما يتضمن أيضًا تحسينًا للأداء الضوئي والتصميم الميكانيكي للنظام بالإضافة إلى تطوير لمعالجة برمجيات المراقبة والتصوير. أما التقنيات الأخرى يمكن أن تعمل فقط على مستوى الميكرون بدقة أضعف بكثير. وقد نتج عن تطوير هذا العمل جهاز يُباع في الشركة التابعة للكلية الإمبراطورية. اُستضيفت ماجي في قناة BBC في برنامج أرض الصحراء في مارس عام 2010 للنقاش حول سيرتها الذاتية. وقد كان اسمها عنوانًا للعديد من المقالات التي تتحدث عن النساء في مجال العلوم. عاشت في مدينة غلدفورد عاصمة مقاطعة سَري مع زوجها مارتن وابنتها التي ولدت في 2010.

## العمل
عملت أدرين بوكوك على العديد من المشاريع كالصناعات الخاصة والعقود الحكومية والبحوث الأكاديمية. حيث بدأت في وزارة الدفاع ووكالة بحوث وتقييم الدفاع في أنظمة إنذار الصواريخ. بعد ذلك عملت على جهاز يحمل باليد للكشف عن الألغام الأرضية. وفي عام 1999 عادت أدرين بوكوك إلى كلية لندن الإمبراطورية بزمالة عضوية من مجلس منشآت العلم والتكنولوجيا للعمل في مجموعة تطوير مقياس الطيف الضوئي عالي الدقة لمقراب الجوزاء في جمهورية تشيلي والتي اكتشفت محور النجوم بتحويل تجمع ضوء النجوم إلى طيف من الألوان بواسطة مقاريب ضخمة. بعد ذلك قاموا بتحليل هذا التجمع لمعرفة ما يحدث على بعد مليارات الأميال. كانت ادرين بوكوك عالمة الرصاص لمجموعة الأجهزة الضوئية لشركة استريوم. وهي تعمل فيها وتدير أجهزة الملاحظة للقمر الصناعي عولس (Aeolus) والذي سيقيس سرعة الرياح في المستقبل ليساعد في تغيير المناخ. أدرين بوكوك شخصية رائدة في علم التواصل مع الناس خاصة في مدارس الأطفال. كما أنها أيضًا تدير شركتها الخاصة "علم الابتكار "Ltd" التي تجذب الأطفال والكبال في جميع أنحاء العالم لعجائب علم الفضاء. تعهدت أدرين بوكوك بإلهام الجيل الجديد برواد الفضاء والمهندسين والعلماء، حيث انها تحدثت إلى ما يقارب 25000 طفل العديد منهم في المدارس الواقعة داخل المدينة تخبرهم كيف أصبحت عالمة ولماذا هي كذلك محطمةً كل الأساطير حول المهن والفئات والجنس. من خلال ذلك قامت أدرين بوكوك بتولي قيادة " جولات الكون" وهو برنامج قامت بإطلاقه لتجذب الأطفال والكبار في جميع أنحاء العالم لعجائب الكون. كما أنها قامت بتشجيع المجهودات العلمية للشباب بمشاركتها بلجنة تحكيم مؤسسة العلوم الوطنية الأمريكية ومسابقة الهندسة. عُقدت نهائيات هذه المسابقة في معرض الانفجار العظيم في مارس من كل سنة ليكافئ الشباب الذين أنجزوا إنجازات مميزة في العلم والتكنولوجيا والهندسة أو مشاريع الرياضيات.

## روابط خارجية
- ماجي أدرين-بوكوك على موقع IMDb (الإنجليزية)